# Фазлул Хаке
Фазлул Хаке (бенг. ম. ফজলুল হক) (нар. 1938) — колишній суддя Верховного суду Бангладеш, виконував обов'язки глави уряду країни упродовж двох днів у 2007 році.